# Luis Carlos dos Santos Martins
Luis Carlos dos Santos Martins, meglio noto come Maranhão (São Luís, 19 giugno 1984), è un ex calciatore brasiliano, di ruolo attaccante.

## Carriera

### Club
Ha giocato nella massima serie dei campionati sudcoreano, iraniano e giapponese.